# Pinacosaurus grangeri
Pinacosaurus grangeri es una especie y tipo del género extinto Pinacosaurus ("lagarto de placas") de dinosaurio tireóforo anquilosáurido, que vivió a finales del período Cretácico, hace aproximadamente entre 80 y 75 millones de años, a finales del Santoniense y principios del Campaniense, en lo que hoy es Asia.  Los primeros restos del género se encontraron en 1923, y fue nombrada en 1933. El Museo Americano de Historia Natural patrocinó varias expediciones a Asia central en el Desierto de Gobi de Mongolia en la década de 1920. Entre los muchos hallazgos paleontológicos de los "Acantilados flamenates" de la Formación Djadochta en Shabarakh Usu se encuentran los especímenes originales de Pinacosaurus. El holotipo, AMNH 6523, es un cráneo parcial aplastado, mandíbulas, y placas oseas dermales descubiertas en 1923 encontrados por Walter Wallis Granger.  En 1933, Charles Whitney Gilmore describió un ilion derecho y una vértebra de la cola, sin nombrar aún al animal. En una publicación posterior del mismo año, nombró y describió la especie tipo P. grangeri. El nombre genérico se deriva del griego πίναξ, pinax , "tabla", en referencia a los pequeños escudos rectangulares que cubren la cabeza. El nombre específico honra a Granger, quien acompañó a la expedición de 1923 como paleontólogo. El holotipo, AMNH 6523, se encontró en una capa de la Formación Djadokhta, que data del Campaniense. Consiste en un cráneo parcialmente aplastado, mandíbula inferior, las dos primeras vértebras del cuello y huesos dérmicos recolectados en 1923. El cráneo sigue siendo el más grande conocido del género.